# Tom Stamsnijder
Tom Stamsnijder (Wierden, 15 de mayo de 1985) es un ciclista neerlandés que fue profesional entre 2004 y 2018.

## Biografía
Tom Stamsnijder es uno de los tres hijos de Hennie Stamsnijder, campeón del mundo de ciclocrós en 1981.
Después de buenos éxito como júnior, incluyendo varios podios en los campeonatos nacionales de la categoría, Tom Stamsnijder se unió al equipo continental Rabobank Continental en 2004. Ganó siete victorias en las tres temporadas que estuvo en dicho equipo.
En 2007, se unió al equipo Pro Tour Gerolsteiner. Participó en su primera gran vuelta al correr la Vuelta 2007. Terminó 120.º y fue segundo en la 13.ª etapa derrotado en un sprint por Andreas Klier (pero este, posteriormente, confesó su dopaje) después de una fuga de 150 kilómetros junto con él y Jérémy Roy.
Tom Stamsnijder participó también gracias a su padre Hennie Stamsnijder (jefe de patrocinio en Shimano) en el desarrollo de componentes y probando el sistema de transmisión eléctrica Shimano Dura-Ace de Serie 7900.

## Palmarés
2004
- 2 etapa del Tour de Mainfranken

2005
- 1 etapa del Tour de la Somme
- 1 etapa del Tour de Thuringe

2006
- 1 etapa del Gran Premio Guillermo Tell
- 1 etapa de la Settimana Lombarda
- 1 etapa del Roserittet GP

2010
- Clasificación de los esprints intermedios del Giro de Italia

## Resultados en Grandes Vueltas y Campeonatos del Mundo
| Carrera         | Carrera         | 2004 | 2005 | 2006 | 2007  | 2008 | 2009  | 2010  | 2011 | 2012 | 2013  | 2014  | 2015  | 2016  | 2017  | 2018 |
| --------------- | --------------- | ---- | ---- | ---- | ----- | ---- | ----- | ----- | ---- | ---- | ----- | ----- | ----- | ----- | ----- | ---- |
|                 | Giro de Italia  | —    | —    | —    | —     | —    | 134.º | 109.º | Ab.  | —    | —     | 143.º | 153.º | 143.º | 154.º | —    |
|                 | Tour de Francia | —    | —    | —    | —     | —    | —     | —     | —    | —    | —     | —     | —     | —     | —     | —    |
|                 | Vuelta a España | —    | —    | —    | 120.º | 88.º | —     | —     | —    | —    | 137.º | —     | 155.º | 131.º | —     | —    |
| Mundial en Ruta | Mundial en Ruta | —    | —    | —    | —     | Ab.  | —     | —     | —    | —    | —     | —     | —     | —     | —     | —    |

―: no participa

Ab.: abandono

## Equipos
- Rabobank Continental (2004-2006)
- Gerolsteiner (2007-2008)
- Rabobank (2009-2010)
- Leopard Trek (2011)
- Argos/Giant/Sunweb (2012-2018)
  - Team Argos-Shimano (2012-2013)
  - Team Giant-Shimano (2014)
  - Team Giant-Alpecin (2015-2016)
  - Team Sunweb (2017-2018)